# 浜松市教育文化会館
浜松市教育文化会館（はまホール）（はままつしきょういくぶんかかいかん）は静岡県浜松市中区(現在の中央区)にあった浜松市文化振興財団が運営する文化会館。旧称、浜松市民会館。

## 概要
1961年（昭和36年）に浜松市制50周年を記念して開館して以来、小中高校の文化発表会や市民文化活動の拠点として利用されてきた。1994年以降は新設されたアクトシティ浜松にその座を譲ったが、数多くのコンサートや演奏会やコンクールが行われていた。開館規模は当時東海地方最大と言われ注目された。また、グランドピアノの利用が一般に開放され、市民の音楽活動を積極的に支援する場としても利用された。
- 大ホール（1,492席）
- リハーサル室
- 練習室
- 会議室

2013年11月13日の浜松市議会市民文教委員会において、2015年3月末で閉鎖する方針が明らかにされた。建築から50年以上経過し施設の老朽化が進んでいるうえ、市内に同規模の施設が複数あるという理由による。
浜松市教育文化会館は2015年3月に老朽化のため休館しそのまま廃止となった。

## 歴史
- 1961年（昭和36年）7月 - 開館
- 1995年（平成7年）4月  - 青少年等の教育・文化の振興を図るとともに、感性豊かな「はままつっ子」を育てる拠点として、名称を「はまホール」に変更[6]。
- 2012年（平成24年） - 浜松市が公共施設再配置計画を策定して閉鎖の方針が示される[5]
- 2015年（平成27年）3月 - 老朽化により休館（そのまま廃止）[5]

## 後継施設
浜松市の教育文化会館検証検討会では、はまホールと同等規模の新施設が必要と提言され、浜松市は2017年に旧浜松市立元城小学校跡地周辺を候補地とする基本構想を作成。しかし、旧元城小学校跡地周辺は浜松城の跡地で埋蔵文化財の発掘調査などに10年以上かかると見込まれた。
2021年6月1日、浜松市北区新都田に後継施設の「サーラ音楽ホール（正式名称：浜松市市民音楽ホール）」がオープンした。